# Lobsang Rampa
Tuesday Lobsang Rampa, pe numele său adevărat Cyril Henry Hoskin (n. 8 aprilie 1910 - d. 25 ianuarie 1981), a fost un scriitor englez care și-a asumat identitatea unui Lama tibetan, declarând că trupul său este o aparență, acesta fiind "locuit", de fapt, de Lobsang Rampa. Numele Tuesday (Marți) se referă la o afirmație din romanul "Al treilea Ochi" conform căreia tibetanii poartă numele zilei în care s-au născut.

## Biografie
Cu o biografie greu de digerat și adesea confundată cu ficțiunea, Lobsang Rampa a lăsat posterității o operă uimitoare, fiind un adevărat revoluționar al timpului său, unul dintre primii maeștri care au prezentat doctrina buddhistă și cunoașterea metafizică orientală într-o forma accesibilă tuturor. Lobsang Rampa ne învață adevărurile universale, îndrumându-ne pe calea spirituală. Cărțile lui ("Al treilea ochi", "Muntele sacru", "Cunoașterea de sine", "Universuri tainice", "Roba tibetană" ș.a.) pun în discuție starea progresului umanității și el ne arată cum putem deveni o forță pozitivă pentru împlinirea binelui, astfel încât să ne dezvoltăm armonios noi înșine și să putem ajuta semenii noștri și toate ființele.

## Opera
The Third Eye (1956)
My Visit to Venus (1957)
Doctor from Lhasa (1959)
The Rampa Story (1960)
Cave of the Ancients (1963)
Living with the Lama (1964)
You Forever (1965)
Wisdom of the Ancients (1965)
The Saffron Robe (1966)
Chapters of Life (1967)
Beyond The Tenth (1969)
Feeding the Flame (1971)
The Hermit (1971)
The Thirteenth Candle (1972)
Candlelight (1973)
Twilight (1975)
As It Was! (1976)
I Believe (1976)
Three Lives (1977)
Tibetan Sage (1980)

## Traduceri în limba română
Lobsang Rampa, "Al treilea ochi. Autobiografia unui lama tibetan", Traducere din limba engleză: Mariana Buruiană, Editura Herald, Colecția Scrieri Inițiatice, București, 2011, 288 p., ISBN 978-973-111-206-0